# 나는 친구가 적다 (음반)
이 문서는 《나는 친구가 적다》 관련 CD, 음반에 대해 기술한 것이다. 미디어 팩토리에서 발매했다.

## 드라마 CD
『나는 친구가 적다』 6권 특장판에 포함된 첫 드라마 CD이다.
수록 내용
1. 序章(서장) [0:31]
2. 惨劇のはじまり(참극의 시작) [7:25]
3. スタジオにて(스튜디오에서) [11:30]
4. こえでおしごと(목소리로 일하자) [15:17]
5. 後日談 真の悲劇(후일담 진정한 비극) [14:22]

## 캐릭터송

### 유감계 이웃사촌부★★☆(残念系隣人部★★☆)
2011년 10월 26일 발매되었다.
표제곡 「유감계 이웃사촌부★★☆(별두개반)」(「残念系隣人部★★☆（星二つ半）」)는, TV 애니메이션의 주제가이다. 노래는 극중에서 미카즈키 요조라, 카시와자키 세나, 쿠스노키 유키무라, 시구마 리카, 하세가와 코바토, 타카야마 마리아 역을 맡은 이노우에 마리나, 이토 카나에, 야마모토 노조미, 후쿠엔 미사토, 하나자와 카나, 이구치 유카가 불렀다.
커플링곡인 「미소의 데셍」은 OVA의 엔딩 테마로써 사용되었다. 노래는 극중에서 미카즈키 요조라, 카시와자키 세나 역을 연기하고 있는 이노우에 마리나, 이토 카나에가 불렀다.
디스크 자켓에는 미카즈키 요조라, 카시와자키 세나, 쿠스노키 유키무라, 시구마 리카, 하세가와 코바토, 타카야마 마리아가 그려져 있다. 일러스트는 원작의 삽화를 다루고 있는 브리키가 그렸다.
주요 기록
2011년 11월 7일 오리콘 주간 싱글 차트 10위를 획득. 초동 판매는 1.1만장을 기록했다. 오리콘 데일리 싱글 차트에서는 10월 25일 10위, 10월 26일, 10월 29일 7위, 10월 27일 9위, 10월 28일, 10월 30일에 8위를 획득하여, 6일 연속으로 TOP 10을 기록했다. 2011년 10월 오리콘 월간 싱글 차트에서는 추정 매상 11,146장을 기록, 45위를 획득했다.
2011년 11월 7일 Billboard JAPAN HOT 100으로 31위, Billboard JAPAN Hot Singles Sales로 10위, Billboard Hot Animation으로 4위를 획득했다.
2011년 10월 24일부터 10월 30일 동안 사운드 스캔의 주간 싱글 CD소프트 TOP20에서는 10위를, 2011년 11월 5일 방송 분의 CDTV내의 This Week's TOP 100에서는 31위를 획득했다.
수록곡
1. 残念系隣人部★★☆(유감계 이웃사촌부★★☆) [4:20]
노래: 友達つくり隊(친구 만들기 부)【미카즈키 요조라(이노우에 마리나), 카시와자키 세나(이토 카나에), 쿠스노키 유키무라(야마모토 노조미), 시구마 리카(후쿠엔 미사토), 하세가와 코바토(하나자와 카나), 타카야마 마리아(이구치 유카)】
작사: 아리모리 사토미, 작곡·편곡: Tom-H@ck
  - TV 애니메이션 『나는 친구가 적다』 오프닝 테마
2. 笑顔のデッサン(미소의 데생) [3:22]
노래: 미카즈키 요조라(이노우에 마리나), 카시와자키 세나(이토 카나에)
작사: hotaru, 작곡: 타무라 신지, 편곡: yamazo
  - OVA 『나는 친구가 적다』 엔딩 테마
3. 残念系隣人部★★☆(유감계 이웃사촌부★★☆) (off vocal)
4. 笑顔のデッサン(미소의 데생) (off vocal)

### 나의 이·마·음(私のキ・モ・チ)
2011년 11월 25일 발매되었다.
표제곡 「나의 이·마·음」은 TV 애니메이션의 엔딩 테마로 사용되고 있고 극중에서 미카즈키 요조라역을 연기하고 있는 이노우에 마리나가 불렀다.
디스크 자켓에는 미카즈키 요조라가 그려져 있다. 일러스트는 원작의 삽화를 담당한 브리키가 그렸다.
수록곡
(작사: 아리모리 사토미, 작곡: Tom-H@ck）
1. 私のキ・モ・チ(나의 이·마·음) [3:44]
  - TV 애니메이션 『나는 친구가 적다』 엔딩 테마.

노래: 미카즈키 요조라(이노우에 마리나)
편곡: Tom-H@ck
2. あたしのキ・モ・チ(나의 이·마·음) [3:51]
노래: 카시와자키 세나(이토 카나에)
편곡: yamazo
3. 私のキ・モ・チ(나의 이·마·음) (off vocal)
4. あたしのキ・モ・チ(나의 이·마·음) (off vocal)

### 코바토가 노래해 보았다!(小鳩のうたってみた!)
2012년 8월 29일 발매되었다. 극중 애니메이션 「무쇠의 사령술사」의 주제가. 2012년 8월 10일부터 8월 12일까지 도쿄 빅사이트에서 개최된 「코믹 마켓 82」에서 선행 발매되었다. 일러스트는 애니메이션 제작을 다룬 AIC Build의 신작.
수록곡
1. 誓願ノ詩〜聖者の傷跡〜(서원의 시~ 성자의 흉터~)
2. 戦けよ、冥闇の王は降りた(전율하라, 명암의 왕이 내려왔다)
3. 誓願ノ詩〜聖者の傷跡〜(서원의 시~ 성자의 흉터~)（off vocal）
4. 戦けよ、冥闇の王は降りた(전율하라, 명암의 왕이 내려왔다)（off vocal）

## 사운드 트랙

### 나는 친구가 적다 오리지널 사운드 트랙
2011년 12월 21일 발매되었다. TV 애니메이션의 오프닝 테마, 엔딩 테마의 TV사이즈 버전과 BGM이 수록되어 있다. 모든 곡의 작곡, 편곡은 Tom-H@ck이 담당했다. 디스크 자켓에는 미카즈키 요조라, 카시와자키 세나가 그려져 있다. 일러스트는 원작의 삽화를 다루고 있는 브리키가 담당.
디스크는 오디오 CD파트, 데이터 CD파트로 구성되어 있으며, 데이터 CD파트에는 PC에 대응하는 스페셜 컨텐츠 특전으로써 주제가인 '유감계 이웃사촌부★★☆', '나의 이·마·음'의 귀카피용 MP3가 수록되어 있다.
수록곡
| 트랙           | 곡명                                                                              | 작곡           | 편곡           |
| 오디오 CD 파트 | 오디오 CD 파트                                                                    | 오디오 CD 파트 | 오디오 CD 파트 |
| -------------- | --------------------------------------------------------------------------------- | -------------- | -------------- |
| 01             | 隣人部かつどう中(이웃사촌부 활동 중)                                              | Tom-H@ck       | Tom-H@ck       |
| 02             | 隣人部きゅうけい中(이웃사촌부 휴식 중)                                            | Tom-H@ck       | Tom-H@ck       |
| 03             | 隣人部こんらん中(이웃사촌부 혼란 중)                                              | Tom-H@ck       | Tom-H@ck       |
| 04             | だめだこいつ はやくなんとかしないと(안 되겠어 이녀석 빨리 어떻게든 하지 않으면)   | Tom-H@ck       | Tom-H@ck       |
| 05             | 女狐VS肉(여우VS고기)                                                              | Tom-H@ck       | Tom-H@ck       |
| 06             | 理科×夜空(리카x요조라)                                                            | Tom-H@ck       | Tom-H@ck       |
| 07             | 変態乳牛(변태 젖소)                                                               | Tom-H@ck       | Tom-H@ck       |
| 08             | あぁ〜ん(아앙~)                                                                   | Tom-H@ck       | Tom-H@ck       |
| 09             | 何か裏があるですね(무언가 사정이 있군요)                                          | Tom-H@ck       | Tom-H@ck       |
| 10             | 結局こんな感じになりました(결국 이런 기분이 되었습니다)                           | Tom-H@ck       | Tom-H@ck       |
| 11             | ふぁんきーあこーすてっく(펑키 어쿠스틱)                                           | Tom-H@ck       | Tom-H@ck       |
| 12             | ゲーム「モンスター狩人」よりFinal Battle(게임 「몬스터 사냥꾼」에서 Final Battle) | Tom-H@ck       | Tom-H@ck       |
| 13             | ゲーム「モンスター狩人」よりStage(게임 「몬스터 사냥꾼」에서 Stage)               | Tom-H@ck       | Tom-H@ck       |
| 14             | のんびーり(한가로-이)                                                             | Tom-H@ck       | Tom-H@ck       |
| 15             | おもちゃっぽいファンキー(장난감 같은 펑키)                                        | Tom-H@ck       | Tom-H@ck       |
| 16             | 映画なはがない(영화스러운 나친적)                                                 | Tom-H@ck       | Tom-H@ck       |
| 17             | リア充の気分(리얼충의 기분)                                                       | Tom-H@ck       | Tom-H@ck       |
| 18             | くらしっくピアノな感じ(클래식 피아노 같은 느낌)                                   | Tom-H@ck       | Tom-H@ck       |
| 19             | 野生の変拍子(야생의 변박자)                                                       | Tom-H@ck       | Tom-H@ck       |
| 20             | 小鷹はトモちゃんが見えない(코다카는 토모짱이 보이지 않아)                         | Tom-H@ck       | Tom-H@ck       |
| 21             | うれしはずかし(기쁘고 부끄러워)                                                   | Tom-H@ck       | Tom-H@ck       |
| 22             | ゆにばぁぁあああ〜〜〜〜〜す!!!!(유니버~~~~~스!!!!)                               | Tom-H@ck       | Tom-H@ck       |
| 23             | リア充の妄想(리얼충의 망상)                                                       | Tom-H@ck       | Tom-H@ck       |
| 24             | あいきゃっちその1(아이캐치 그 1)                                                  | Tom-H@ck       | Tom-H@ck       |
| 25             | あいきゃっちその2(아이캐치 그 2)                                                  | Tom-H@ck       | Tom-H@ck       |
| 26             | はがないバック(나친적 백)                                                         | Tom-H@ck       | Tom-H@ck       |
| 27             | 聖クロニカ学園(성 크로니카 학원)                                                  | Tom-H@ck       | Tom-H@ck       |
| 28             | うんこ幼女シスター(응가 유녀 시스터)                                              | Tom-H@ck       | Tom-H@ck       |
| 29             | おどろおどろ(무시무시해)                                                          | Tom-H@ck       | Tom-H@ck       |
| 30             | 小鷹VS不良(코다카VS양아치)                                                        | Tom-H@ck       | Tom-H@ck       |
| 31             | 俺は不良なんかじゃない(난 불량하지 않아)                                          | Tom-H@ck       | Tom-H@ck       |
| 32             | エロゲの朗読(에로게의 낭독)                                                       | Tom-H@ck       | Tom-H@ck       |
| 33             | 隣人部しっと中(이웃사촌부 질투 중)                                                | Tom-H@ck       | Tom-H@ck       |
| 34             | 純粋なる恋心(순수한 연정)                                                         | Tom-H@ck       | Tom-H@ck       |
| 35             | 小鷹は気がつかない、けど(코다카는 눈치채지 못해, 하지만)                          | Tom-H@ck       | Tom-H@ck       |
| 36             | 私のキ・モ・チ（TVサイズ）(나의 이·마·음(TV 사이즈))                              | Tom-H@ck       | Tom-H@ck       |
| 37             | 残念系隣人部★★☆（TVサイズ）(유감계 이웃사촌부★★☆(TV 사이즈))                      | Tom-H@ck       | Tom-H@ck       |
| 데이터 CD 파트 |                                                                                   |                |                |
| 01             | 残念系隣人部★★☆ Instrumental guitar+                                              | Tom-H@ck       | Tom-H@ck       |
| 02             | 残念系隣人部★★☆ Instrumental bass+                                                | Tom-H@ck       | Tom-H@ck       |
| 03             | 残念系隣人部★★☆ Instrumental drum+                                                | Tom-H@ck       | Tom-H@ck       |
| 04             | 私のキ・モ・チ Instrumental guitar+                                               | Tom-H@ck       | Tom-H@ck       |
| 05             | 私のキ・モ・チ Instrumental bass+                                                 | Tom-H@ck       | Tom-H@ck       |
| 06             | 私のキ・モ・チ Instrumental drum+                                                 | Tom-H@ck       | Tom-H@ck       |

## 라디오 CD
온센, HiBiKi Radio Station에서 전달되고 있는 인터넷 라디오 「나는 친구가 적다 on AIR RADIO」의 라디오 CD.
2매 1세트의 구성으로, 첫 번째 디스크는 신규로 제작한 음원이 수록된 오디오 CD, 두 번째 디스크는 통상 전달분이 수록되어 있는 데이터 CD-ROM이다. 디스크 자켓의 일러스트는 TV 애니메이션판의 애니메이션 스탭들이 그린 신작이다.

### Vol.1
초회 생산판에는 특전으로써 크리스마스를 즐기는 것을 컨셉으로 한 에어 크리스마스 CD가 동봉되어 있으며, 키무라 료헤이, 이노우에 마리나, 이토 카나에의 토크 음원이 수록되어 있다. 디스크 자켓에는 하세가와 코다카, 미카즈키 요조라, 카시와자키 세나가 그려져 있다.
첫 번째 디스크의 신규로 녹음한 음원에서는, 키무라 료헤이, 이노우에 마리나, 이토 카나에의 대부호 대회가 수록되어 있다. 두 번째 디스크에는 본방송 제0회부터 제9회까지의 내용이 수록되어 있다. 본방송 제6회, 제7회의 게스트로서 이토 카나에가 출연했다.
수록내용
DISC-1(오디오 CD)
1. 新規録りおろし音源(신규로 녹음한 음원)

DISC-2（데이터 CD）
1. 僕は友達が少ない on AIR RADIO 第1回
2. 僕は友達が少ない on AIR RADIO 第2回
3. 僕は友達が少ない on AIR RADIO 第3回
4. 僕は友達が少ない on AIR RADIO 第4回
5. 僕は友達が少ない on AIR RADIO 第5回
6. 僕は友達が少ない on AIR RADIO 第6回
7. 僕は友達が少ない on AIR RADIO 第7回
8. 僕は友達が少ない on AIR RADIO 第8回
9. 僕は友達が少ない on AIR RADIO 第9回

### Vol.2
첫 번째 디스크의 신규로 녹음한 음원에서는, 야마모토 노조미와 키무라 료헤이의 친구인 우치야마 코우키가 게스트로 출연했다. 두 번째 디스크에는 본방송 제10회부터 제23회까지의 내용이 수록되어 있다. 또한 본방송의 게스트로서 제10회, 제11회에 야마모토 노조미, 제14회, 제15회에 이구치 유카, 제20회, 제21회에 후쿠엔 미사토가 출연했다.
수록내용
DISC-1(오디오 CD)
1. 新規録りおろし音源

DISC-2(데이터 CD)
1. 僕は友達が少ない on AIR RADIO 第10回
2. 僕は友達が少ない on AIR RADIO 第11回
3. 僕は友達が少ない on AIR RADIO 第12回
4. 僕は友達が少ない on AIR RADIO 第13回
5. 僕は友達が少ない on AIR RADIO 第14回
6. 僕は友達が少ない on AIR RADIO 第15回
7. 僕は友達が少ない on AIR RADIO 第16回
8. 僕は友達が少ない on AIR RADIO 第17回
9. 僕は友達が少ない on AIR RADIO 第18回
10. 僕は友達が少ない on AIR RADIO 第19回
11. 僕は友達が少ない on AIR RADIO 第20回
12. 僕は友達が少ない on AIR RADIO 第21回
13. 僕は友達が少ない on AIR RADIO 第22回
14. 僕は友達が少ない on AIR RADIO 第23回

## 블루레이·DVD 특전 CD

### 1기
블루레이·DVD 초회 생산판의 특전으로 포함되어 있는 CD. 각 권에 1매 포함되어 있고 명칭은 「あそーとCD」이다.
제 4권, 제 5권에 포함된 「あそーとCD4」, 「あそーとCD5」에 수록되어 있는 「이웃사촌부 가라오케 선곡집(隣人部カラオケ選曲集)」은, 애니메이션 6화에서 이웃사촌부 멤버들이 노래방에서 부른 노래다. 「あそーとCD5」에 수록되어 있는 타카야마 마리아의 캐릭터 송 「갑자기! 몬스터-☆(いきなり!モンスタア☆)」는 애니메이션에 나오지 않았다.

#### あそーとCD1
平坂読先生書き下ろしドラマ「（笑）」(히라사카 요미 신작 드라마 「(웃음)」)
録り下ろしキャラクターソング（三日月夜空）(새로 녹음한 캐릭터송(미카즈키 요조라))
1. 「（笑）」その1(「（웃음）」그 1) [2:17]
2. 「（笑）」その2(「（웃음）」그 2) [4:24]
3. 「（笑）」その3(「（웃음）」그 3) [13:38]
4. 「（笑）」その4(「（웃음）」그 4) [4:41]
5. Pureness Shyness [4:00]
노래: 미카즈키 요조라(이노우에 마리나)
작사: hotaru, 작곡·편곡: Tom-H@ck
6. Pureness Shyness(instrumental)

#### あそーとCD2
平坂読先生書き下ろしドラマ「夏休みのしくだい」(히라사카 요미 신작 드라마 「여름방학의 숙제」)
録り下ろしキャラクターソング（柏崎星奈）(새로 녹음한 캐릭터송(카시와자키 세나))
1. 「夏休みのしくだい」その1(「여름방학의 숙제」그 1)
2. 「夏休みのしくだい」その2(「여름방학의 숙제」그 2)
3. 「夏休みのしくだい」その3(「여름방학의 숙제」그 3)
4. 「夏休みのしくだい」その4(「여름방학의 숙제」그 4)
5. 欲張りMySoul(욕심쟁이 MySoul) [3:51]
노래: 카시와자키 세나(이토 카나에)
작사: hotaru, 작곡·편곡: Tom-H@ck
6. 欲張りMySoul(instrumental)

#### あそーとCD3
ロマンシング佐賀・サウンドコレクション(로맨싱 사가·사운드 컬렉션)
録り下ろしキャラクターソング（楠幸村）(새로 녹음한 캐릭터송(쿠스노키 유키무라))
1. ロマンシング佐賀・サウンドコレクション(로맨싱 사가·사운드 컬렉션)
  1. ロマンシング佐賀 OPENING(로맨싱 사가 OPENING)
작곡·편곡: 이토 켄지
  2. ロマンシング佐賀 FIELD(로맨싱 사가 FIELD)
작곡·편곡: 이토 켄지
  3. ロマンシング佐賀 BATTLE(로맨싱 사가 BATTLE)
작곡·편곡: 이토 켄지
  4. ロマンシング佐賀 BOSS BATTLE(로맨싱 사가 BOSS BATTLE)
작곡·편곡: 이토 켄지
  5. ロマンシング佐賀 DEAD(로맨싱 사가 DEAD)
작곡·편곡: 이토 켄지
  6. ロマンシング佐賀 GAME OVER(로맨싱 사가 GAME OVER)
작곡·편곡: 이토 켄지
2. 強き心に花よ咲け(강한 마음에 꽃이여 피어라) [4:04]
노래: 쿠스노키 유키무라(야마모토 노조미)
작사: hotaru, 작곡·편곡: Tom-H@ck
3. 強き心に花よ咲け(instrumental)

#### あそーとCD4
隣人部カラオケ選曲集1(이웃사촌부 가라오케 선곡집 1)
録り下ろしキャラクターソング（志熊理科）(새로 녹음한 캐릭터송(시구마 리카))
1. 隣人部カラオケ選曲集1(이웃사촌부 가라오케 선곡집 1)
  1. FLOWER [5:42]
노래: 하세가와 코다카(키무라 료헤이)
작사: 히라사카 요미, 작곡: Tom-H@ck, 편곡: yamazo
  2. 二人の季節(두 사람의 계절) [5:01]
노래: 미카즈키 요조라(이노우에 마리나)
작사: 이시카와 치에, 작곡·편곡: yamazo
  3. ゆけゆけゲルニカちゃん!(가라 가라 게르니카 짱!) [3:39]
노래: 하세가와 코바토(하나자와 카나)
작사: hotaru, 작곡·편곡: eba
2. 天才妄想科学論(천재망상과학론) [4:46]
노래: 시구마 리카(후쿠엔 미사토)
작사: hotaru, 작곡·편곡: Tom-H@ck
3. 天才妄想科学論(instrumental)

#### あそーとCD5
隣人部カラオケ選曲集2(이웃사촌부 가라오케 선곡집 2)
録り下ろしキャラクターソング（羽瀬川小鳩）(새로 녹음한 캐릭터송(하세가와 코바토))
1. 隣人部カラオケ選曲集2(이웃사촌부 가라오케 선곡집 2)
  1. 二人の季節(두 사람의 계절) [5:02]
노래: 카시와자키 세나(이토 카나에)
작사: 이시카와 치에, 작곡·편곡: yamazo
  2. 漢の生きる道(사나이가 살아가는 길) [3:55]
노래: 쿠스노키 유키무라(야마모토 노조미)
작사: 이나바 에미, 작곡·편곡: 햣코쿠 하지메
  3. SHOCK YOUR EYES [3:55]
노래: 시구마 리카(후쿠엔 미사토)
작사: hotaru, 작곡·편곡: 나라 유우키
  4. いきなり!モンスタア☆(갑자기! 몬스터-☆) [3:39]
노래: 타카야마 마리아(이구치 유카)
작사: hotaru, 작곡·편곡: eba
2. 不機嫌*吸血鬼(불기분*뱀파이어) [3:45]
노래: 하세가와 코바토(하나자와 카나)
작사: hotaru, 작곡: Tom-H@ck, 편곡: yamazo
3. 不機嫌*吸血鬼(instrumental)

#### あそーとCD6
1. 僕は友達が少ない ぽーたぶる・ソングコレクション(나는 친구가 적다 포터블·송 컬렉션)
2. 録り下ろしキャラクターソング（高山マリア）(새로 녹음한 캐릭터송(타카야마 마리아))

### OVA
1. 君は友達(너의 친구)
노래: 하세가와 코다카(키무라 료헤이), 미카즈키 요조라(이노우에 마리나), 카시와자키 세나(이토 카나에), 쿠스노키 유키무라(야마모토 노조미), 시구마 리카(후쿠엔 미사토), 하세가와 코바토(하나자와 카나), 타카야마 마리아(이구치 유카)